# San Callisto (titre cardinalice)
Pour les articles homonymes, voir San Callisto.
Le titre cardinalice de San Callisto (Saint-Calixte), a peut-être été créé en 1456 par le pape Calixte III, mais il a plus probablement été institué ou confirmé par le pape Léon X le 10 juillet 1517, lors du Consistoire du 1er juillet qui a augmenté de manière significative le nombre de cardinaux. Il est rattaché à l'église San Callisto de Rome.
De 1924 à 2003, ce titre n'a été porté que par les archevêques ou anciens archevêques de Naples.

## Titulaires
| - Francesco Armellini Pantalassi de' Medici (1517-1523) - Vacance (1523-1531) - Alfonso Manrique de Lara y Solís (1531-1532) - Vacant (1532-1537) - Jacopo Sadoleto (1537-1545) - Vacance (1545-1552) - Sebastiano Antonio Pighini (1552-1553) - Pietro Tagliavia d'Aragonia (1555-1558) - Ludovico Madruzzo (1561-1562) - Innocenzo Ciocchi del Monte (1562-1564) - Angelo Nicolini (1565-1567) - Gianpaolo Della Chiesa (1568) - Marcantonio Maffei (1570-1583) - Vacance (1583-1608) - Lanfranco Margotti (1608-1610) - François de La Rochefoucauld (1610-1645) - Tiberio Cenci (1645-1653) - Prospero Caffarelli (1654-1659) - Vincenzo Costaguti (1660) - Pietro Vidoni (1661-1673) - Fabrizio Spada (1676-1689) - Nicolò Acciaioli (1689-1693) - Toussaint Forbin de Janson (1693-1713) - Gianantonio de Via (Davia) (1713-1725) - Prospero Marefoschi (1725-1728) - Leandro di Porzia, O.S.B. (1728-1740) | - Henri Oswald de La Tour d'Auvergne (1740-1747) - Silvio Valenti Gonzaga (1747-1753) - Fortunato Tamburini, O.S.B. (1753-1761) - Vacance (1761-1767) - Urbano Paracciani Rutili (1767-1777) - Tommaso Maria Ghilini (1778-1783) - Barnaba (Gregorio) Chiaramonti, O.S.B. (1785-1800) - Carlo Giuseppe Filippa della Martiniana (1800-1802) - Antonio Despuig y Dameto (1803-1813) - Domenico Spinucci (1816-1823) - Bartolomeo Alberto (Mauro) Cappellari, O.S.B. Cam (1826-1831) - Luigi Lambruschini (1832-1842) - Luigi Vannicelli Casoni (1847) - Vacance (1847-1852) - Thomas Gousset (1852-1866) - Jean-Baptiste-François Pitra (1867-1879) - Gustave-Adolphe de Hohenlohe-Schillingsfürst (1884-1895) - Isidoro Verga (1896) - Agostino Ciasca, O.S.A. (1899-1902) - Carlo Nocella (1903-1908) - Antonio Vico (1911-1915) - Alessio Ascalesi (1916-1952) - Marcello Mimmi (1953-1958) - Alfonso Castaldo (1958-1966) - Corrado Ursi (1967-2003) - Willem Jacobus Eijk (2012- ) |

## Sources
- (it) Cet article est partiellement ou en totalité issu de l’article de Wikipédia en italien intitulé « San Callisto (titolo cardinalizio) » (voir la liste des auteurs).